# Pavillon Louis XVI (Saint-André-lez-Lille)
Pour les articles homonymes, voir Pavillon Louis XVI.
Le Pavillon Louis XVI est un bâtiment du XVIIIe siècle situé à l'intersection de la rue Vauban et la rue Molière dans la ville de Saint-André-lez-Lille. Il est classé au titre des monuments historiques depuis 1921.